# Znaková galerie
Znaková galerie (též erbovní galerie) je v heraldice označení pro soubor znaků či erbů, které jsou dochované jako architektonické prvky (malované či tesané) v interiérech či exteriérech budov.

## České znaky
Nejstarší znaková galerie v českých zemích se nachází na zámku Jindřichův Hradec a vznikla v roce 1338. Nejvýznamnější galerie pro českomoravskou heraldiku se však nachází mimo české území na hradě Laufu u Norimberka, který nechal postavit Karel IV. na ochranu obchodní cesty. V roce 1934 byla pod vrstvou omítky objevena polychromovaná galerie znaků vytesaná do stěn sálu pocházející z 50. let 14. století. Erbovní sál obsahuje celkem 112 znaků: znaky Českého království, Moravského markrabství, Opavského knížectví, Svídnického, Slezského a Opolského knížectví, sídelních míst biskupů a měst Praha, Vratislav a Kutná Hora. Nejobsáhlejší část ovšem tvoří erby české, moravské a slezské šlechty. Mnohá vyobrazení se poprvé objevují právě na Laufu.Další galerie se nacházejí na hradech a zámcích Točník, Blatná, Třeboň, Zvíkov, Písek aj., v Praze pak např. na Staroměstské mostecké věži, Staroměstské radnici nebo v areálu Pražského hradu.
V roce 2006 byla v městském paláci v rakouské Kremži objevena znaková galerie ze 70. let 13. století, která obsahuje též nejstarší známé barevné vyobrazení českého lva a moravské orlice ve znaku.

## Ukázky znakových galerií

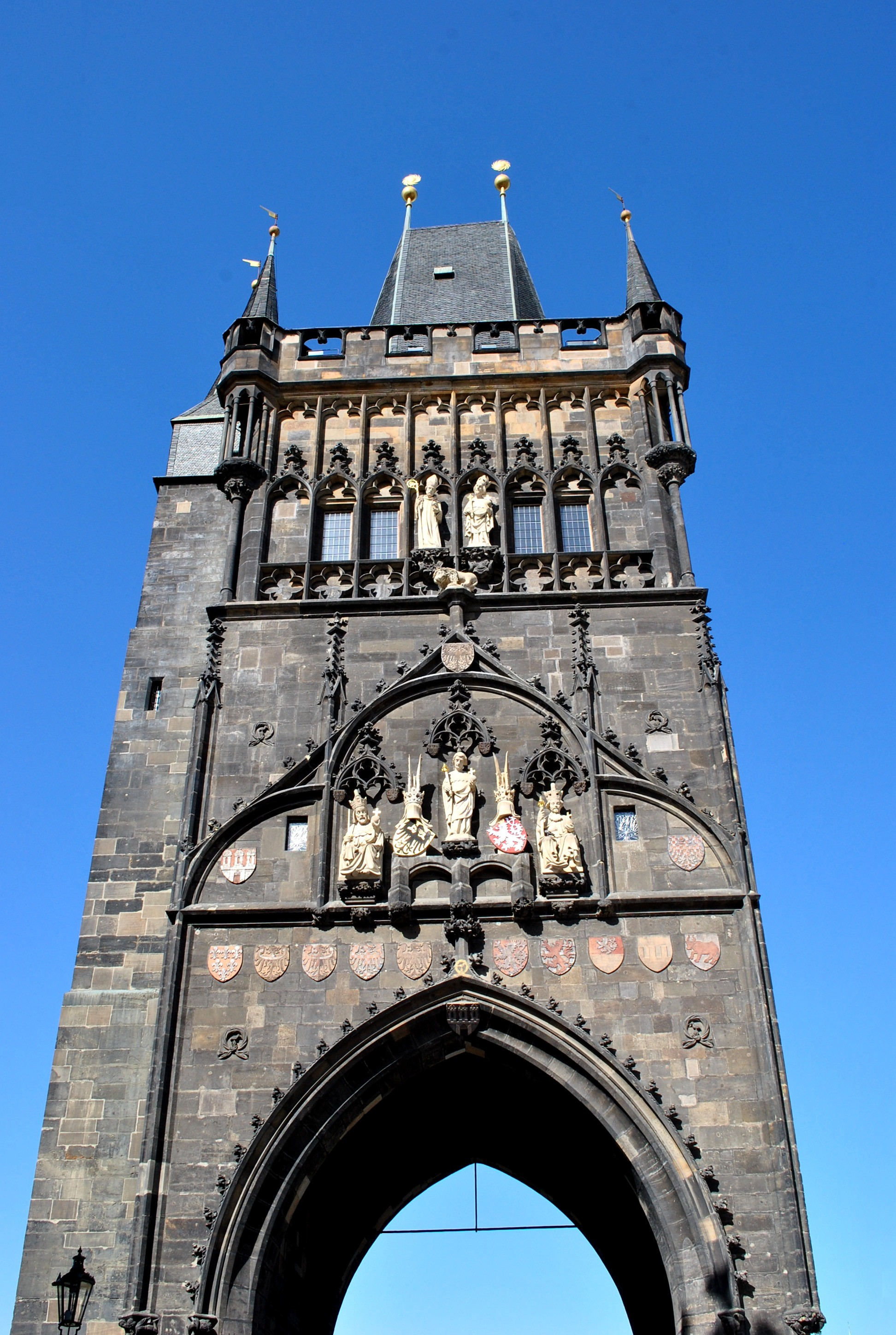
Staroměstská mostecká věž
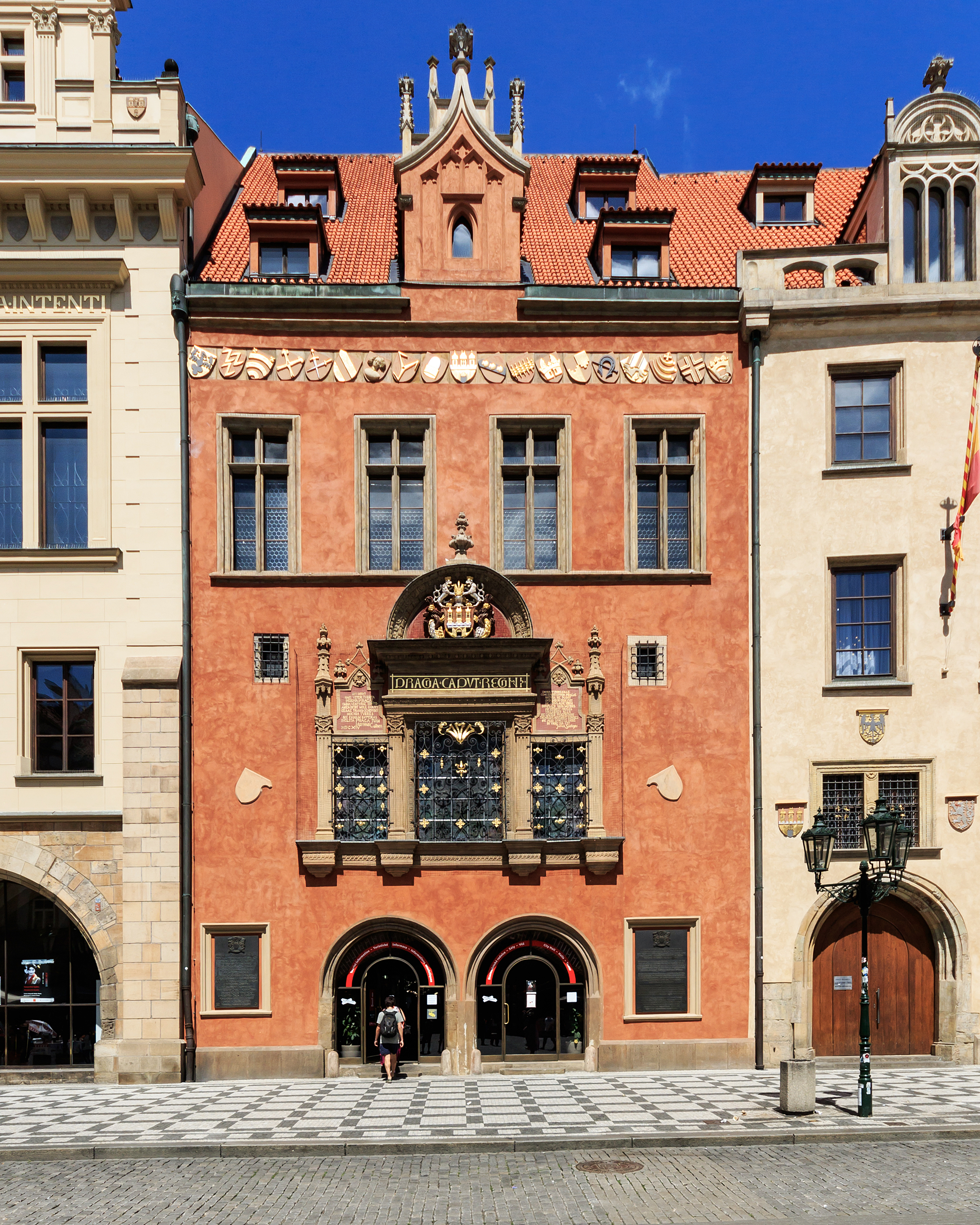
Staroměstská radnice
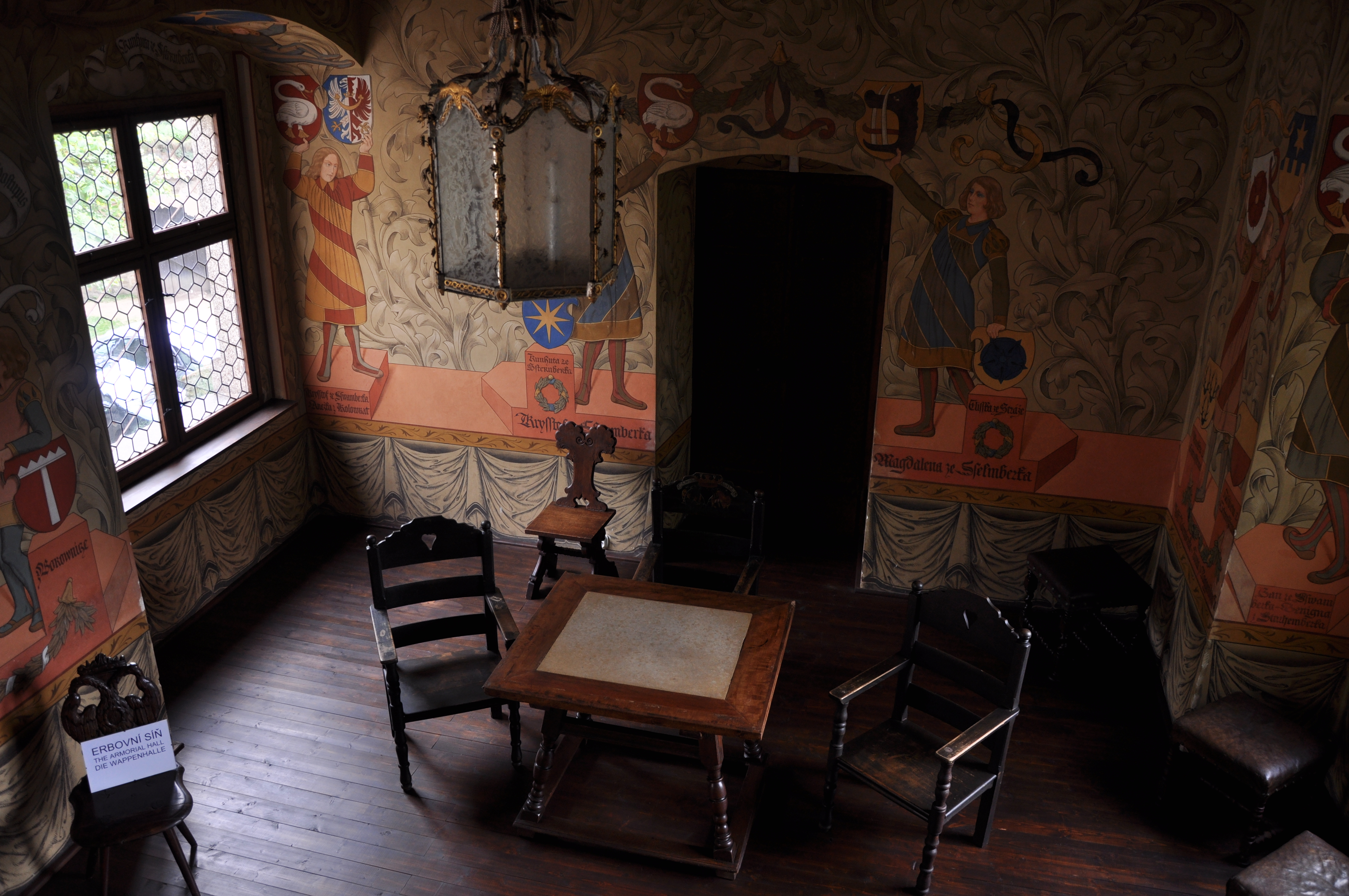
Hrad Zvíkov
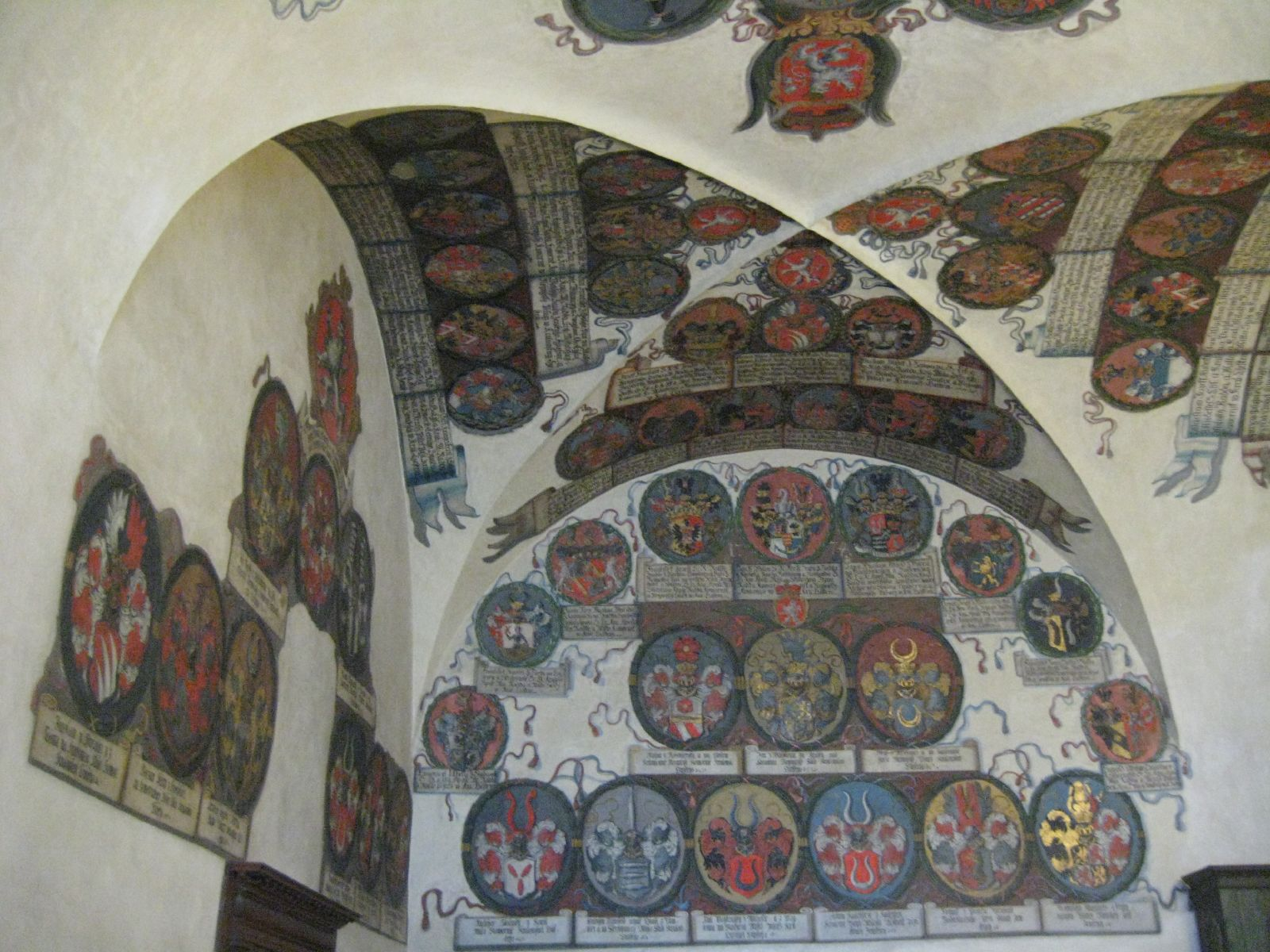
Pražský hrad, úřad zemských desk
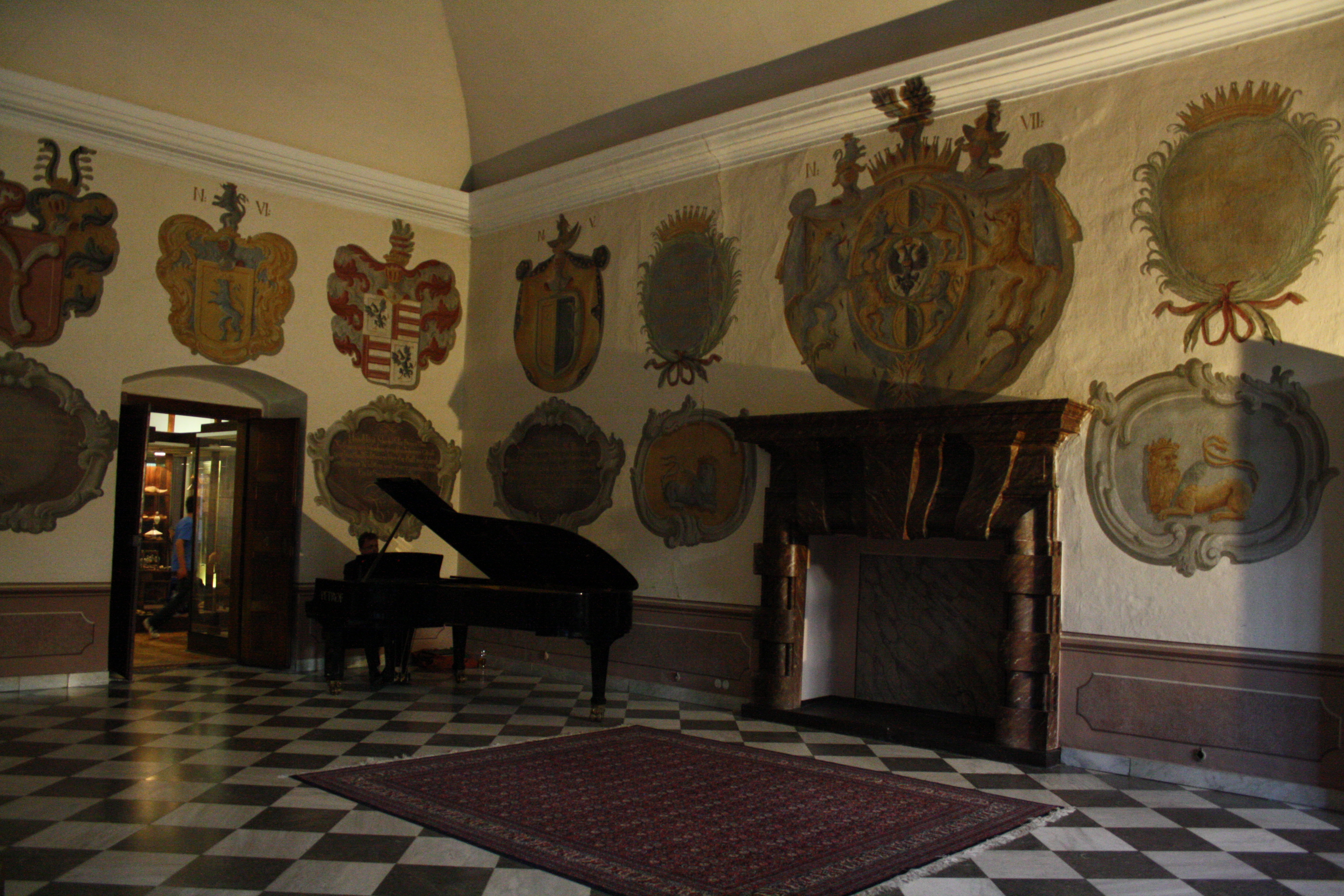
Zámek Třebíč